# Кубок шотландской лиги 2012/2013
Кубок шотландской лиги 2012/13 — 67-й розыгрыш Кубка шотландской лиги по футболу. Соревнование началось 31 июля 2012 года и закончится в 17 марта 2013 года. Обладателями трофея стали футболисты клуба «Сент-Миррен», которые переиграли в финальном поединке своих оппонентов из «Харт оф Мидлотиан» со счётом 3:2. Турнир носил название «Scottish Communities League Cup».

## Формат
Соревнование проводится среди 42 клубов шотландских Премьер-лиги и Футбольной лиги. В отличие от Кубка Шотландии в розыгрыше Кубка Лиги отсутствуют переигровки — если основное и дополнительное время поединка заканчивается с ничейным счётом, то победителя выявляют в серии послематчевых пенальти.
Команды, занявшие в предыдущем чемпионате Шотландии места с первого по шестое, стартуют в розыгрыше с третьего раунда. Занявшие места с седьмого по десятое — со второго раунда.
Остальные 32 команды участвуют с первого этапа розыгрыша. Пары соперников определяются путём «слепой» жеребьёвки без распределения по корзинам и сеяния клубов. Коллективы, победившие в первом раунде, на следующей стадии турнира играют между собой. С третьего этапа, пары вновь определяются «слепой» жеребьёвкой.
Полуфинальные встречи традиционно проводятся на стадионе «Хэмпден Парк», но в некоторых случаях могут быть сыграны на любом другом нейтральном поле по договорённости команд и Шотландской футбольной ассоциации.
Финальный матч также играется на «Хэмпден Парке».
| Раунд          | Участники |
| -------------- | --- |
| Первый раунд   | 28 из 30 команд, представляющих Шотландскую Футбольную лигу кроме клубов «Росс Каунти» и «Данфермлин Атлетик» + глазговский «Рейнджерс», исключённый из турнира Премьер-лиги и принятый в Третий дивизион. |
| Второй раунд   | 15 команд, победивших в Первом раунде + 5 клубов Премьер-лиги, занявших в предыдущем сезоне места с 7-го по 11-е («Килмарнок», «Сент-Миррен», «Абердин», «Инвернесс Каледониан Тисл», «Хиберниан» + один клуб, завоевавший путёвку в высший дивизион страны по итогам прошедшего сезона («Росс Каунти») + один клуб, покинувший в минувшем сезоне элитную шотландскую лигу («Данфермлин Атлетик») |
| Третий раунд   | 11 команд, победивших в Втором раунде + оставшиеся клубы Премьер-лиги |
| Четвертьфиналы | 8 команд, победивших в Третьем раунде |
| Полуфиналы     | 4 команды, победившие в четвертьфиналах |
| Финал          | 2 команды, победившие в полуфиналах |

## Календарь
| Раунд          | Дата первого матча | Матчи | Клубы   |
| -------------- | ------------------ | ----- | ------- |
| Первый раунд   | 31 июля 2012       | 15    | 42 → 27 |
| Второй раунд   | 22 августа 2012    | 11    | 27 → 16 |
| Третий раунд   | 25 сентября 2012   | 8     | 16 → 8  |
| Четвертьфиналы | 30 октября 2012    | 4     | 8 → 4   |
| Полуфиналы     | 26 января 2013     | 2     | 4 → 2   |
| Финал          | 17 марта 2012      | 1     | 2 → 1   |

## Первый раунд
Жеребьёвка Первого раунда турнира была проведена 20 июля 2012 года на стадионе «Очилвью Парк» города Стенхаусмур премьер-министром Шотландии Алексом Салмондом.
| Питерхед | 0:0 (д.в.) (1:4, по пен.) | Данди |
| -------- | ------------------------- | ----- |
|          | Протокол                  |       |

| Куин оф зе Саут                                      | 5:2      | Аллоа Атлетик           |
| ---------------------------------------------------- | -------- | ----------------------- |
| Митчелл 9′ · Хиггинс 67′ · Кларк 83′, 85′ · Лайл 89′ | Протокол | Гордон 64′ · Грихан 68′ |

| Странраер | 0:8      | Ливингстон                                                  |
| --------- | -------- | ----------------------------------------------------------- |
|           | Протокол | Мортон 17′, 87′ · Макналти 23′, 66′, 83′ · Расселл 39′, 80′ |

| Рэйт Роверс                             | 4:3      | Бервик Рейнджерс            |
| --------------------------------------- | -------- | --------------------------- |
| Грэм 25′, 73′ · Брайтон 58′ · Кларк 85′ | Протокол | Карри 9′, 65′ · Эддисон 50′ |

| Стенхаусмюир                                  | 4:0      | Брихин Сити |
| --------------------------------------------- | -------- | ----------- |
| Геммелл 1′ · Смит 76′, 90+1′ · Кин 88′ (пен.) | Протокол |             |

| Монтроз               | 2:1      | Кауденбит    |
| --------------------- | -------- | ------------ |
| Бойл 31′ · Уотсон 43′ | Протокол | Маккензи 90′ |

| Эйр Юнайтед                                                             | 6:1      | Клайд    |
| ----------------------------------------------------------------------- | -------- | -------- |
| Уинтерс 48′ · Моффат 59′, 90′ (пен.) · Тиффони 63′ · Синклер 68′, 90+1′ | Протокол | Нилл 82′ |

| Арброт    | 1:1 (д.в.) (3:2, по пен.) | Стерлинг Альбион |
| --------- | ------------------------- | ---------------- |
| Карри 83′ | Протокол                  | Ферри 42′ (пен.) |

| Гамильтон Академикал         | 2:0      | Эннан Атлетик |
| ---------------------------- | -------- | ------------- |
| Роутледж 66′ · Маккиннон 80′ | Протокол |               |

| Фалкирк                  | 2:0      | Элгин Сити |
| ------------------------ | -------- | ---------- |
| Кингсли 67′ · Тейлор 89′ | Протокол |            |

| Дамбартон               | 2:0      | Альбион Роверс |
| ----------------------- | -------- | -------------- |
| Пранти 45′ · Листер 84′ | Протокол |                |

| Куинз Парк                   | 3:2 (д.в.) | Эйрдри Юнайтед       |
| ---------------------------- | ---------- | -------------------- |
| Бро 60′, 104′ · Шэнкланд 88′ | Протокол   | Блокли 47′ · Кук 66′ |

| Форфар Атлетик | 0:2      | Партик Тистл              |
| -------------- | -------- | ------------------------- |
|                | Протокол | Эрскайн 18′ · Лоулесс 37′ |

| Ист Стерлингшир | 1:5      | Гринок Мортон                                                        |
| --------------- | -------- | -------------------------------------------------------------------- |
| Херд 34′        | Протокол | Маклафлин 1′ · Уизерсон 11′ · Стерлинг 37′ · Уоллес 67′ · Тидсер 86′ |

| Рейнджерс                                  | 4:0      | Ист Файф |
| ------------------------------------------ | -------- | -------- |
| Маккаллох 16′, 62′ · Шилс 34′ · Уоллес 47′ | Протокол |          |

Источники: BBC Sport, Soccerway

## Второй раунд
Жеребьевка Второго раунда Кубка шотландской лиги состоялась 9 августа 2012 года.
| Гринок Мортон | 0:2 (д.в.) | Абердин                |
| ------------- | ---------- | ---------------------- |
|               | Протокол   | Рэй 109′ · Вернон 115′ |

| Ливингстон                                 | 3:2 (д.в.) | Дамбартон                 |
| ------------------------------------------ | ---------- | ------------------------- |
| Расселл 39′ (пен.) · Барр 96′ · Истон 102′ | Протокол   | Листер 36′ · Гилхэни 110′ |

| Росс Каунти | 1:4      | Рэйт Роверс                            |
| ----------- | -------- | -------------------------------------- |
| Данкан 84′  | Протокол | Спенсер 25′ · Грэм 41′, 63′ · Хилл 51′ |

| Килмарнок   | 1:2      | Стенхаусмюир                      |
| ----------- | -------- | --------------------------------- |
| Нельсон 90′ | Протокол | Фергюсон 20′ (пен.) · Геммелл 43′ |

| Куин оф зе Саут        | 2:0      | Хиберниан |
| ---------------------- | -------- | --------- |
| Кларк 13′ · Рейлли 42′ | Протокол |           |

| Данфермлин Атлетик             | 3:0      | Монтроз |
| ------------------------------ | -------- | ------- |
| Барроуман 4′, 64′ · Уоллес 41′ | Протокол |         |

| Гамильтон Академикал | 1:0 (д.в.) | Партик Тисл |
| -------------------- | ---------- | ----------- |
| Кроуфорд 107′        | Протокол   |             |

| Сент-Миррен                                                        | 5:1      | Эйр Юнайтед |
| ------------------------------------------------------------------ | -------- | ----------- |
| Гай 16′ · Томпсон 24′ · Макгоуэн 30′ · Маклин 38′ (пен.) · Тил 58′ | Протокол | Моффат 39′  |

| Куинз Парк                      | 2:1      | Данди    |
| ------------------------------- | -------- | -------- |
| Лонгворт 24′ (пен.) · Бернс 76′ | Протокол | Майлн 5′ |

| Арброт | 0:2      | Инвернесс Каледониан Тисл |
| ------ | -------- | ------------------------- |
|        | Протокол | Шинни 7′, 71′             |

| Рейнджерс                      | 3:0      | Фалкирк |
| ------------------------------ | -------- | ------- |
| Маккаллох 18′, 52′ · Литтл 32′ | Протокол |         |

Источники: BBC Sport, Soccerway

## Третий раунд
Жеребьёвка третьего раунда розыгрыша прошла 3 сентября 2012 года.
| Селтик                   | 4:1      | Рэйт Роверс |
| ------------------------ | -------- | ----------- |
| Хупер 12′, 37′, 58′, 60′ | Протокол | Уокер 28′   |

| Сент-Миррен | 1:0      | Гамильтон Академикал |
| ----------- | -------- | -------------------- |
| Мэйр 90+2′  | Протокол |                      |

| Харт оф Мидлотиан                | 3:1      | Ливингстон   |
| -------------------------------- | -------- | ------------ |
| Грейнджер 45′ · Жалюкас 70′, 74′ | Протокол | Макналти 56′ |

| Сент-Джонстон                              | 4:1      | Куинз Парк |
| ------------------------------------------ | -------- | ---------- |
| Маклин 18′, 40′ · Дэвидсон 76′ · Крейг 85′ | Протокол | Кинан 30′  |

| Стенхаусмюир        | 1:1 (5:6, по пен.) | Инвернесс Каледониан Тисл |
| ------------------- | ------------------ | ------------------------- |
| Фергюсон 40′ (пен.) | Протокол           | Маккей 23′                |

| Куин оф зе Саут | 0:1      | Данди Юнайтед |
| --------------- | -------- | ------------- |
|                 | Протокол | Расселл 28′   |

| Рейнджерс                | 2:0      | Мотеруэлл |
| ------------------------ | -------- | --------- |
| Маккаллох 50′ · Шилс 57′ | Протокол |           |

| Данфермлин Атлетик | 0:1      | Абердин      |
| ------------------ | -------- | ------------ |
|                    | Протокол | Вернон 90+3′ |

Источники: BBC Sport, Soccerway

## Четвертьфиналы
Жеребьёвка четвертьфинальных игр состоялась 4 октября 2012 года на стадионе «Хэмпден Парк». Её провели бывший главный тренер национальной сборной Шотландии Бобби Браун и министр спорта «горной» страны Шона Робисон.
| Абердин                     | 2:2 (2:4, по пен.) | Сент-Миррен            |
| --------------------------- | ------------------ | ---------------------- |
| Вернон 22′ · Магеннис 90+2′ | Протокол           | Паркин 6′ · Маклин 69′ |

| Серия пенальти:              |     |                                    |
| Хьюз · Макгинн · Хейз · Смит | 2:4 | Маклин · Тил · Гудвин · Ван Зантен |

| Селтик                                                | 5:0      | Сент-Джонстон |
| ----------------------------------------------------- | -------- | ------------- |
| Коммонс 28′, 32′, 57′ (пен.) · Хупер 38′ · Малгрю 61′ | Протокол |               |

| Данди Юнайтед | 1:1 (4:5, по пен.) | Харт оф Мидлотиан |
| ------------- | ------------------ | ----------------- |
| Расселл 35′   | Протокол           | Патерсон 21′      |

| Серия пенальти:                                                         |     |                                                                        |
| Расселл · Макей-Стивен · Ранкин · Ганнинг · Маклин · Армстронг · Диллон | 4:5 | Грейнджер · Саттон · Уэбстер · Драйвер · Макгоуэн · Робинсон · Жалюкас |

| Рейнджерс | 0:3      | Инвернесс Каледониан Тисл                       |
| --------- | -------- | ----------------------------------------------- |
|           | Протокол | Э. Шинни 27′ · Уоррен 59′ · Г. Шинни 79′ (пен.) |

Источники: BBC Sport, Soccerway

## Полуфиналы
Жеребьёвка полуфинальных игр прошла 8 ноября 2012 года в средней школе «Брутон» (англ. Broughton High School) города Эдинбург.
| Инвернесс Каледониан Тисл | 1:1 (4:5, по пен.) | Харт оф Мидлотиан |
| ------------------------- | ------------------ | ----------------- |
| Э. Шинни 49′              | Протокол           | Нгоо 66′          |

| Серия пенальти:                                      |     |                                               |
| Г. Шинни · Э. Шинни · Маккей · Тудур Джонс · Робертс | 4:5 | Жалюкас · Нгоо · Уэбстер · Новиковас · Таоуил |

| Сент-Миррен                                      | 3:2      | Селтик                   |
| ------------------------------------------------ | -------- | ------------------------ |
| Гонсалвеш 8′ · Макгоуэн 63′ (пен.) · Томпсон 69′ | Протокол | Хупер 45′ · Малгрю 90+3′ |

Источник: BBC Sport, Soccerway

## Финал
| Сент-Миррен                              | 3:2      | Харт оф Мидлотиан  |
| ---------------------------------------- | -------- | ------------------ |
| Гонсалвеш 37′ · Томпсон 46′ · Ньютон 66′ | Протокол | Стивенсон 10′, 85′ |

Источник: BBC Sport, Soccerway